# Jože Piber
Jože Piber, slovenski pesnik in organizator, * 2. februar 1901, Zalog pri Postojni, † 15. avgust 1921 Ljubljana (nečak Janeza Pibra).